# VM i ishockey 1990
Verdensmesterskabet i ishockey 1990 var det 54. VM i ishockey, arrangeret af IIHF. For de europæiske hold gjaldt det samtidig som det 65. europamesterskab. Mesterskabet blev afviklet i fire niveauer som A-, B-, C- og D-VM:
A-VM i Bern og Fribourg, Schweiz i perioden 16. april – 2. maj 1990.
B-VM i Lyon og Megève, Frankrig i perioden 29. marts – 8. april 1990.
C-VM i Budapest, Ungarn i perioden 28. marts – 8. april 1990.
D-VM i Cardiff, Storbritannien i perioden 20. – 25. marts 1990.
Der var tilmeldt 28 hold til mesterskabet – ét hold færre end ved VM året før. De otte bedste hold spillede om A-VM, de otte næstbedste hold spillede om B-VM, de næste ni spillede C-VM, mens de sidste tre hold spillede D-VM. DDR spillede sin sidste VM-turnering, så der var ingen nedrykning fra B-, C- og D-gruppen.
Sovjetunionen blev verdensmester for 22. gang. I finalerunden vandt holdet alle tre kampe klart. Sølvmedaljerne blev vundet af Sverige på bedre målforskel end Tjekkoslovakiet, som måtte nøjes med bronzemedaljerne. 
| A-VM 1990 | A-VM 1990       |
| --------- | --------------- |
| Guld      | Sovjetunionen   |
| Sølv      | Sverige         |
| Bronze    | Tjekkoslovakiet |
| 4.        | Canada          |
| 5.        | USA             |
| 6.        | Finland         |
| 7.        | Vesttyskland    |
| 8.        | Norge           |

| B-VM 1990 | B-VM 1990 |
| --------- | --------- |
| 9.        | Schweiz   |
| 10.       | Italien   |
| 11.       | Østrig    |
| 12.       | Frankrig  |
| 13.       | DDR       |
| 14.       | Polen     |
| 15.       | Japan     |
| 16.       | Holland   |

| C-VM 1990 | C-VM 1990   |
| --------- | ----------- |
| 17.       | Jugoslavien |
| 18.       | Danmark     |
| 19.       | Kina        |
| 20.       | Rumænien    |
| 21.       | Nordkorea   |
| 22.       | Bulgarien   |
| 23.       | Ungarn      |
| 24.       | Belgien     |
| 25.       | Sydkorea    |

| D-VM 1990 | D-VM 1990      |
| --------- | -------------- |
| 26.       | Storbritannien |
| 27.       | Australien     |
| 28.       | Spanien        |

Kampene mellem de europæiske hold i A-VM's indledende runde gjaldt som europamesterskab, og her sejrede Sverige foran Sovjetunionen og Tjekkoslovakiet. Det var Sveriges 10. EM-titel og svenskerne stoppede dermed Sovjetunionens stime på ni EM-titler i træk i perioden 1978-1989.
| Sport | Spire Denne artikel om sport er en spire som bør udbygges. Du er velkommen til at hjælpe Wikipedia ved at udvide den. |